# La Grenouille mexicaine hypnotique du sud du Sri Lanka
La Grenouille mexicaine hypnotique du sud du Sri Lanka (The Mexican Staring Frog of Southern Sri Lanka en version originale) est le sixième épisode de la deuxième saison de la série animée South Park, ainsi que le dix-neuvième épisode de l'émission.

## Synopsis
Jimbo et Ned animent une émission sur la chasse sur une chaîne du câble qui fait concurrence à l'émission de Jésus "Jésus et ses potes". Lorsque les enfants obtiennent à l'école un F à cause d'eux, ils décident de se venger en envoyant une fausse vidéo présentant une grenouille capable de pétrifier ses proies d'un seul regard.